# راهبات المحبة (البيزنسون)
راهبات المحبة (البيزنسون) :مجموعة من الراهبات اللائي كرسن حياتهن للعمل بنشاط في المدارس والمستشفيات وأعمال البر الأخرى. أشهرها: راهبات القديس منصور دي بول، المؤسس لها (1633)، وفي الأقطار العربية كثيرات منهن من أصل عربي.
مركزها الرئيس في مدينة بيزنسون الفرنسية اسستها القديسة جان أنتيد التي كان قدوتها القديس الروحاني أو محب الفقراء كما هو معروف منصور دو بول, حيث درست الراهبة القديسة في الدير الذي سمي باسمه الذي كان يرعى شوؤن الفقراء و يهتم بهم. و من هناك جائت فكرتها لتأسيس دير باسم المحبة و جابهت ممانعة في البداية و لكن استطاعت في اخر المطاف تاسيس الدير في الحادي عشر من نيسان من عام 1799 بمدينة بيزنسون في فرنسا.
في الثالث عشر من أيارعام 1926 طوبت الراهبة جان أنتيد وفي الرابع عشر من كانون الثانب عام1934 احتفل بقدسيتها و أصبحت قديسة في الكنيسة الكاثوليكية .
وتننتشر الاديرة ونشاطات الاكليريكية التابعة للراهبات المحبة الآن في أكثر من 160 دولة منها اثنا عشر دولة عربية.